# Calosota yanglingensis
Calosota yanglingensis är en stekelart som beskrevs av Yang 1996. Calosota yanglingensis ingår i släktet Calosota och familjen hoppglanssteklar. Inga underarter finns listade.